# Pacé (Ille-et-Vilaine)
Pacé [pase] (bretonisch: Pazieg) ist eine französische Stadt und Gemeinde mit 11.815 Einwohnern (Stand 1. Januar 2022) im Département Ille-et-Vilaine in der Region Bretagne. Sie gehört zum Arrondissement Rennes und zum Kanton Rennes-6.

## Geographie
Pacé liegt am Fluss Flume, einem Zufluss der Vilaine. Im Süden der Stadt wird die autobahnähnlich ausgebaute Nationalstraße N 12 von den Départementstraßen D 29 und D 288 gekreuzt.

### Nachbargemeinden
Nachbargemeinden von Pacé sind Gévezé im Norden, La Mézière im Nordosten, La Chapelle-des-Fougeretz und Montgermont im Osten, Rennes im Südosten, Le Rheu und Vezin-le-Coquet im Süden, L’Hermitage im Südwesten, Saint-Gilles im Westen sowie Clayes und Parthenay-de-Bretagne im Nordwesten.

## Bevölkerungsentwicklung
| Jahr      | 1962 | 1968 | 1975 | 1982 | 1990 | 1999 | 2006 | 2017   |
| Einwohner | 1959 | 2338 | 3687 | 4954 | 5556 | 7885 | 8294 | 11.739 |

## Gemeindepartnerschaft
Mit der deutschen Stadt Baiersdorf in Bayern besteht seit 2000 eine Gemeindepartnerschaft.

## Sehenswürdigkeiten

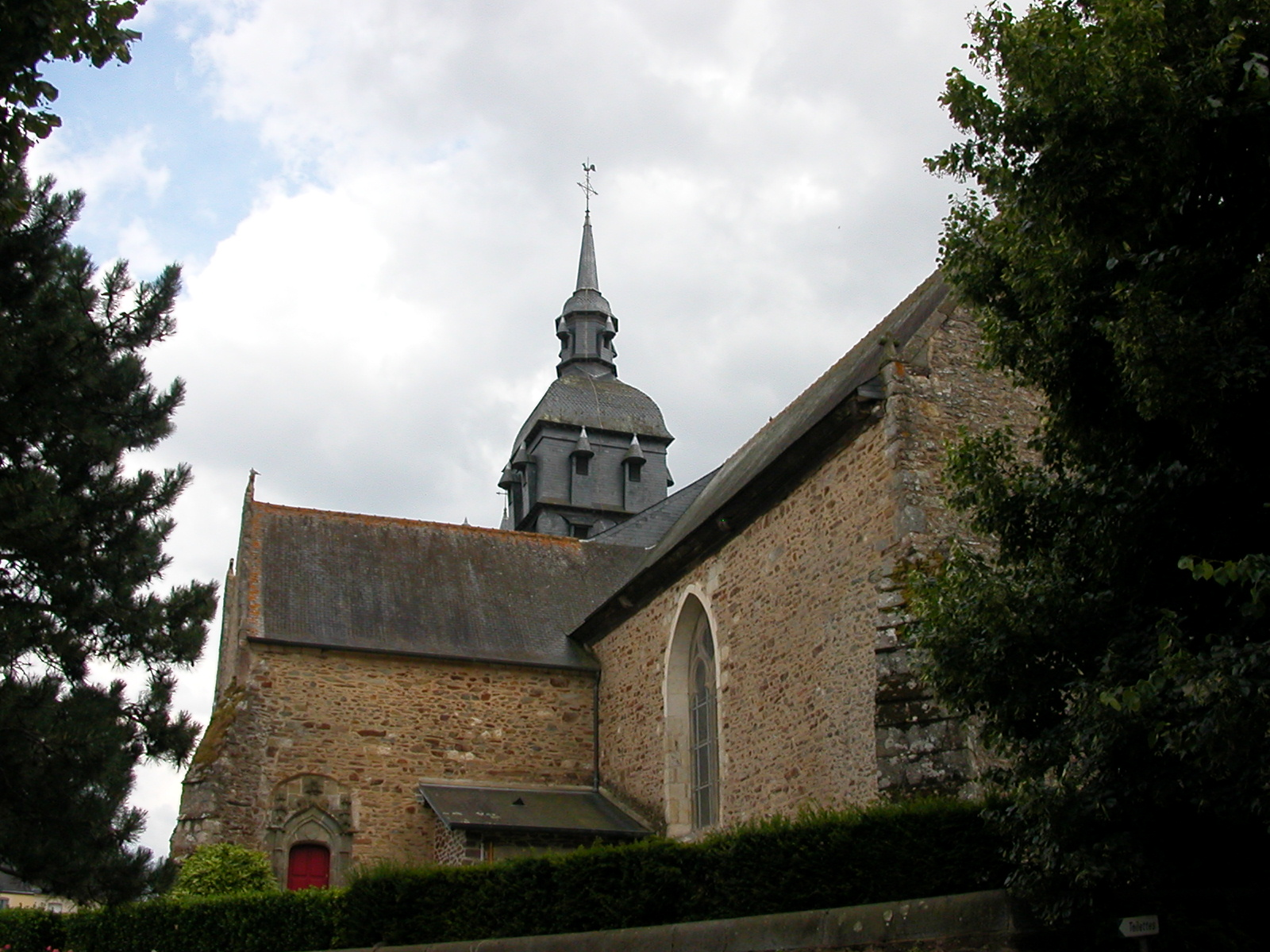
Kirche Saint-Melaine

- Kirche Saint-Melaine aus dem 15. bzw. 16. Jahrhundert, errichtet auf den Resten einer Kirche des 12. Jahrhunderts, seit 1968 Monument historique
- Brücke über den Flûme, erstmals im 13. Jahrhundert errichtet, seit 1971 Monument historique
- Château de la Glestière, errichtet 1655, seit 1969 Monument historique

## Persönlichkeiten
- Geoffroy de Mellon (gestorben 1351), Ritter, Herr von Mellon und Pacé